# Lithophane ricardi
Lithophane ricardi là một loài bướm đêm trong họ Noctuidae.